# 斑點鬚鮨
斑點鬚鮨，為輻鰭魚綱鱸形目鱸亞目鮨科的其中一種，分布於印度太平洋區，從葛摩至社會群島、馬克薩斯群島，北從日本南部，南迄新喀里多尼亞等海域，棲息深度10-216公尺，體長可達35公分，棲息在珊瑚礁區，為底棲性魚類，屬肉食性，可作為食用魚。